# Harry Asher Badt
Harry Asher Badt (22 de setembro de 1884 – 7 de setembro de 1967) foi um oficial naval americano que serviu na Primeira e na Segunda Guerra Mundial.

## Biografia
Harry Badt frequentou a Academia Naval dos Estados Unidos e se formou em 1908. Algum tempo depois de ter sido comissionado na Marinha, ele serviu a bordo do USS Annapolis no Caribe e na costa do México em 1912. Ele entrou em ação pela primeira vez durante a ocupação da Nicarágua em 1912 e mais tarde durante a ocupação de Veracruz em 1914, ainda a bordo do Annapolis.
Depois de receber seu mestrado pela Universidade Columbia em 1916, Badt serviu a bordo do USS Minneapolis e do USS Arizona durante a Primeira Guerra Mundial. A bordo do Minneapolis, Badt participou de operações de escolta de comboios ao longo da costa atlântica e em mar aberto para entregar os comboios aos contratorpedeiros britânicos. Após ser transferido para o USS Arizona em 1918, Badt e o resto da tripulação treinaram intensamente em Chesapeake até que o navio partiu para águas britânicas em 18 de novembro de 1918.
De 1923 a 1924, Badt comandou o USS Simpson em águas europeias antes de retornar aos Estados Unidos para começar a servir a bordo do USS Marblehead até 1926.  Em 1926, Badt serviu como instrutor na Academia Naval, onde lecionaria até 1928 para assumir o comando do USS Nokomis. Badt comandou o Nokomis até 1930, conduzindo pesquisas oceanográficas nas águas mexicanas e caribenhas sob a direção do Escritório Hidrográfico.  Ele retornou ao seu papel anterior como instrutor em Annapolis até 1933,  quando foi nomeado Comandante da expedição de pesquisa das Ilhas Aleutas de 1933.  Pouco depois de retornar da expedição às Ilhas Aleutas, Badt foi colocado no comando das operações de recrutamento da Marinha dos EUA de 1935 a 1937.  Depois de lecionar na Academia Naval, Badt passou a estudar na Escola de Guerra Naval, onde se formou em 1938. 
Após sua graduação na Escola de Guerra Naval, Badt passou a comandar o USS Tuscaloosa de julho de 1938 até dezembro de 1939. Sob seu comando, o Tuscaloosa participou do problema da Frota XX e de uma viagem de boa vontade ao longo da costa da América do Sul junto com USS San Francisco e USS Quincy. Com a eclosão da Segunda Guerra Mundial na Europa, em setembro de 1939, o Tuscaloosa foi designado para a Patrulha da Neutralidade pelo resto do ano. O capitão Badt foi transferido antes do resgate da tripulação do navio alemão Columbus pelo Tuscaloosa no final de dezembro de 1940. Após pouco menos de dois anos no comando do USS Tuscaloosa, e com a entrada dos Estados na Segunda Guerra Mundial se aproximando, Badt foi transferido para o Bureau of Naval Personnel como diretor de Enlisted Personnel até 1942, quando foi nomeado diretor de Projetos Especiais, cargo que ocuparia até depois do fim da guerra. Durante esse período, Badt foi promovido ao posto de Comodoro e é creditado com a construção de três Estações de Treinamento Naval em Sampson, Nova York, Bainbridge, Maryland e Farragut, Idaho . Ele se aposentou em 1947. 
Harry Badt morreu em 7 de setembro de 1967. Ele está enterrado com sua esposa, Jennie Badt, no Cemitério Nacional de Arlington.